# Toecorhychia
Toecorhychia é um gênero de mariposa pertencente à família Acrolepiidae.